# Teo Olivares
Teo Olivares (nacido el 19 de abril de 1990 en Medford, Oregon) es un actor estadounidense que se conoce por su papel como uno de los mejores amigos de Billy Loomer, en la serie de Manual de Supervivencia Escolar de Ned. También hizo varios papeles más además de éste. También se le conoce como Matthew "Teo" Olivares.

## Filmografía
| Películas y Series de Televisión | Películas y Series de Televisión       | Películas y Series de Televisión    | Películas y Series de Televisión               |
| Año                              | Título                                 | Rol                                 | Notas                                          |
| -------------------------------- | -------------------------------------- | ----------------------------------- | ---------------------------------------------- |
| 2004                             | Still Standing                         | El búho Keeper                      | (1 Episodio)                                   |
| 2004                             | Frenshing                              | Robbie                              |                                                |
| 2004-2007                        | Manual de Supervivencia Escolar de Ned | Crony                               |                                                |
| 2005                             | pokemón                                | Eric                                |                                                |
| 2005                             | Zoey 101                               | Ollivary "Ollie" Biallo             | (1 Episodio)"Baile Escolar"                    |
| 2005                             | The Connextion                         | Skateboarder hablando en el celular |                                                |
| 2007                             | Arwin!                                 | Damone                              |                                                |
| 2007                             | Star and Stella Save the World         | Marshall Rivera                     |                                                |
| 2007-2009                        | Hannah Montana                         | Max                                 | Serie Original de Disney Channel (4 Episodios) |
| 2007                             | Standoff                               | Hector                              | (1 Episodio)                                   |
| 2009                             | Legally Blondes                        | Rainbow                             |                                                |
| 2009                             | NCIS                                   | Bromista                            | (1 Episodio)                                   |
| 2010                             | The Troop                              | Primer Felix                        | (1 Episodio)                                   |
| 2010                             | Legendary                              | Donald Worthington                  |                                                |
| 2010                             | Miss Behave                            | Departamento de Música              | (12 Episodios)                                 |
| 2011                             | Tiger Eyes                             | Reuben                              |                                                |
| 2013                             | Geography Club                         | Brian                               |                                                |

- Datos: Q926966